# Veículo de Evacuação de Tripulação
O Veículo de Evacuação de Tripulação (CRV - Crew Return Vehicle) foi concebido como um veículo de evacuação para a tripulação da Estação Espacial Internacional (ISS). A sua construção foi cancelada em 2001. Iria aumentar a capacidade da evacuação das tripulações de três pessoas, actualmente assistida pelas naves russas Soyuz TMA.
O CRV, também conhecido como X-38 da Scaled Composites, foi concebido segundo um conceito de desenvolvido pela Força Aérea dos Estados Unidos em meados da década de 60. Estes aparelhos, sem asas, atingem estabilidade aerodinâmica devido à forma da nave. A planagem resulta da maior pressão do ar na base da nave do que no tejadilho. Seguindo o conceito de um motor desorbitador, o X-38 iria sair da órbita e usar um pára-quedas manobrável para a aproximação final. A alta velocidade a que estes aparelhos operam tornam-nos difíceis de aterrar, e é para ajudar esse processo que existe o pára-quedas, tornando-o mais seguro.